# Distretto di Września
Il distretto di Września (in polacco powiat wrzesiński) è un distretto polacco appartenente al voivodato della Grande Polonia.

## Geografia antropica

### Suddivisioni amministrative
Il distretto comprende 5 comuni.
- Comuni urbano-rurali: Miłosław, Nekla, Pyzdry, Września
- Comuni rurali: Kołaczkowo